# Antonio Hitos
Antonio Hitos (Huelva, 28 de mayo de 1985) es un historietista e ilustrador español.

## Biografía
Nacido en Huelva, es licenciado en Comunicación Audiovisual por la Universidad de Sevilla. Comenzó su carrera como dibujante en varios fanzines andaluces, e incluso llegó a publicar en los últimos números de la revista El Víbora, editados en 2005. Posteriormente ha trabajado como guionista gráfico.
En 2013 presentó Inercia, una serie costumbrista sobre dos jóvenes sumidos en la rutina, en la que destacaba el despliegue de metáforas visuales y reflexiones ontológicas. La obra fue galardonada con el Premio Internacional de Novela Gráfica Fnac-Salamandra y salió publicada por Salamandra Graphic en 2014. Además, obtuvo una nominación como «mejor autor revelación» en el Salón del Cómic de Barcelona. Dos años después lanzó su segundo trabajo, Materia (Astiberri, 2016), donde se refleja una invasión extraterrestre dividida en tres bloques del intelecto humano: ciencia, ética y estética.
En 2018, Hitos consiguió una residencia de novela gráfica en La Casa de los Autores de Angulema (Francia), otorgada por Acción Cultural Española. En esa estancia desarrolló su tercera obra, Ruido (Astiberri, 2023), cuyo guion está basado en un ensayo sobre los principios de la termodinámica y aborda el final de la juventud. Esta novela alterna distintas técnicas de dibujo y edición, con las que ha tratado de diferenciarse de sus trabajos anteriores, y supuso su confirmación dentro de la historieta española.

## Obra
- Inercia (Salamandra Graphic, 2014)
- Materia (Astiberri, 2016)
- Ruido (Astiberri, 2023)